# Zodiaco de la Catedral de Amiens

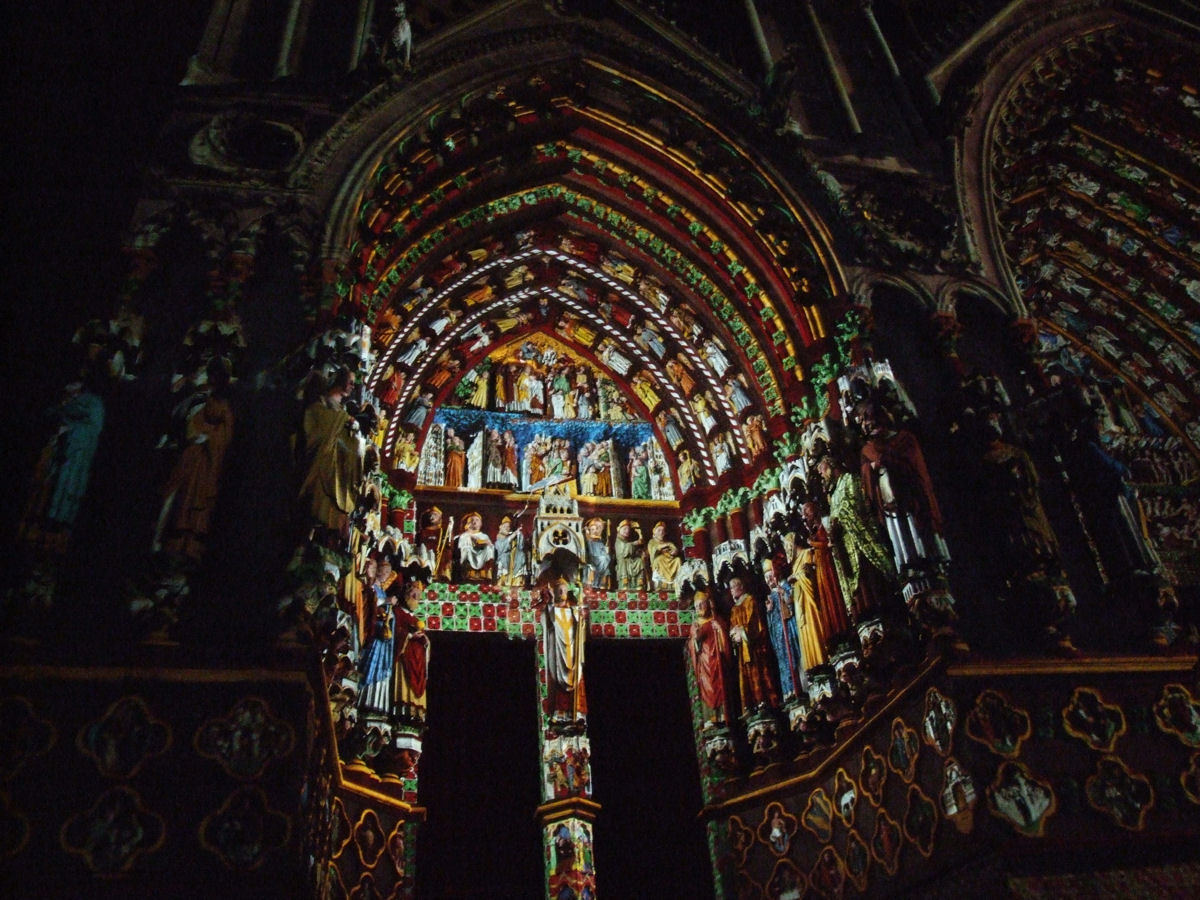
Portal de San Fermín iluminado por la noche.

El Zodiaco de la catedral de Amiens es un conjunto de relieves situados en forma de friso corrido, en la parte baja sobre los dos lados del portal de San Fermín que corresponde a la parte norte de la fachada principal de la catedral de Amiens (parte izquierda del espectador), en la homónima ciudad francesa. Se presenta como una serie de medallones, recortados en forma de trébol de cuatro hojas, y representa un calendario agrario que establece una correspondencia entre los signos del zodiaco y el trabajo del campo durante los meses del año.
Las esculturas se leen en pares de planos superpuestos: la representación superior es la que corresponde al signo zodiacal y el dibujo inferior representa el relieve del mismo mes. Casi todas estas esculturas están muy bien conservadas; fueron realizadas a partir del inicio de la construcción de la catedral gótica, es decir, entre los años 1220 y 1230, durante el reinado de Luis VIII de Francia.
El zodiaco es comúnmente llamado «calendario Picard» o «calendario de Amiens». Los personajes representados trabajan en el campo, lo cual es comprensible dado el predominio significativo de población rural en la zona de Amiens, y también se aprecian los trajes correspondientes con las diferentes estaciones del año. Según Antoine Pierre Gilbert, llama la atención el orden en el que se clasificaron los meses, ya que el primer mes representado es el de junio en lugar del que correspondía a la época de su construcción, que era en marzo (con el signo Aries); una explicación que se da es que fue un error del escultor, aunque en la catedral de Chartres, donde también existe un calendario rural en una de las arcadas de la puerta de entrada, comienza también con el mes de junio. Otros autores como Michael Camille y Emile Male comentan que el año empieza el mes de diciembre-enero desde la parte derecha de la puerta. Se sabe que los judíos empezaban el año en la Pascua (en el equinoccio de primavera), pero los egipcios y los sumerios lo iniciaban en el solsticio de verano.
|  |  |  |  |

## Descripción del zodiaco del portal de San Fermín
En la puerta de los grandes templos y catedrales fue donde se representaba, a modo de gran retablo, la teología cristiana y donde también tuvo lugar, frecuentemente, la figuración de la actividad humana en relación con la representación de los meses. En enero el simbolismo se inclina hacia la figura del antiguo dios Jano y la comida. En febrero se descansaba y se acostumbraba a estar junto la lumbre, esperando la llegada de marzo, del que la poda de árboles era una de sus representaciones. En abril y mayo las primeras manifestaciones del sembrado aparecían: las flores o ramas simbolizaban las fiestas de primavera. En julio la representación más común era la siega del trigo, y en agosto, el mayal para desgranar los cereales. En septiembre, la mayor parte de sus representaciones, muestran el trabajo de la vendimia que acababa en octubre con la elaboración del vino y su almacenamiento en barricas. En noviembre era el mes de pastoreo de los cerdos y diciembre el de los banquetes como resultado de la caza o de la matanza del cerdo.
|        |
| Cáncer |

|     |
| Leo |

|       |
| Virgo |

|       |
| Libra |

|           |
| Escorpión |

|           |
| Sagitario |

|                                                                                      |
| Representa un labrrador con la guadaña para la recolección del heno el mes de junio. |

|                                                                     |
| Representa la cosecha del trigo con la hoz durante el mes de julio. |

|                                                                          |
| Corresponde al desgrano de las espigas con el mayal en el mes de agosto. |

|                                                                      |
| Un hombre realiza la recogida de las nueces en el mes de septiembre. |

|                                                                        |
| Corresponde a pisar la uva para conseguir el vino en el mes de octubre |

|                                                                         |
| Tiene lugar la siembra antes del invierno, durante el mes de noviembre. |

|             |
| Capricornio |

|         |
| Acuario |

|        |
| Piscis |

|       |
| Aries |

|       |
| Tauro |

|         |
| Géminis |

|                                                            |
| Corresponde a la matanza del cerdo en el mes de diciembre. |

| |
| El personaje representado es un Jano bicéfalo (la palabra enero proviene de Jano). Tiene dos partes: la izquierda es de un viejo y representa el trabajo del año anterior, y la derecha es una cara joven y simboliza el año nuevo, que se encuentra comiendo todo lo que se había acumulado durante el año. Corresponde al mes de enero. |

| |
| Representa a un anciano que se está calentando y cocinando al lado del fuego; concuerda con el mes de febrero. |

| |
| Vuelve la primavera con el trabajo al aire libre y principalmente el de la viña durante el mes de marzo. |

|                                                                                    |
| Se corresponde con la caza del halcón y con el cultivo del trigo del mes de abril. |

| |
| Se observa una figura sentada, descansando, a la sombra de un árbol, mientras escucha el canto de un pájaro, se corresponde con la renovación de la vegetación del mes de mayo. |

## El zodiaco en el cristianismo

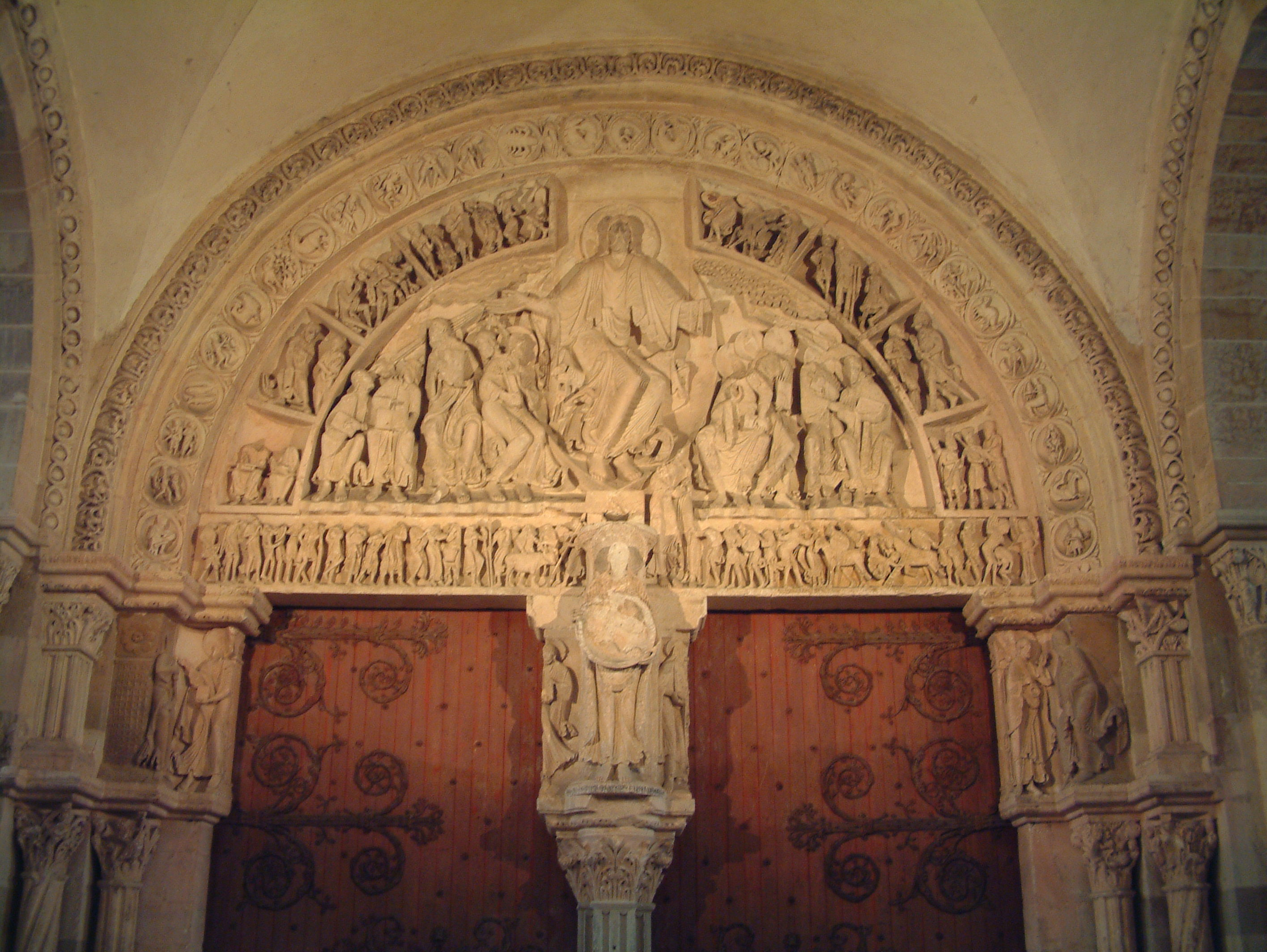
Arco de la abadía de Vézelay con los signos del zodiaco.

La utilización de los símbolos del zodiaco en templos cristianos se remonta a época muy antigua en la que en basílicas paleocristianas ya estaban representados con mosaicos. Normalmente la imagen de Cristo salvador se encontraba colocada en un círculo central y rodeado por los signos zodiacales. Estas representaciones fueron tomadas de los antiguos cultos paganos en los que el zodiaco estaba también rodeando sus dioses como Fanes, Mitra o Urano, mostrándolos como «Señor del tiempo» en un movimiento circular sin fin. También varias iconografías astronómicas están basadas en el Antiguo Egipto: por ejemplo, en la abadía de Vézelay están los signos del zodiaco representados cerca de Cristo alrededor de un arco del portal del templo, junto con los del trabajo del campo y sus meses correspondientes. Se puede comprobar su colocación idéntica con los se encuentran en el fondo de algunos sarcófagos egipcios de los siglos VIII-IV a. C.
Son numerosos los ejemplos que se pueden encontrar de las representaciones zodiacales en edificios religiosos durante la Edad Media. Un ejemplo es el pórtico de Santa María de Ripoll, en el que los símbolos por los que se representan los meses fueron estudiados por JC Webster, que estableció un parentesco con series de diferentes puntos europeos, como por ejemplo la representación del oficio de un tonelero el mes de agosto, que es un elemento casi exclusivamente italiano. Otro ejemplo es la basílica de San Isidoro de León: en la llamada «Puerta del Cordero» se encuentra colocada en su parte superior la representación en relieve de los doce signos del zodíaco, que aquí empiezan por el signo de Piscis y terminan en el de Aries. Finalmente, el tapiz de la Creación de la catedral de Gerona en las franjas laterales se representan los meses: a la izquierda del espectador, desde febrero hasta junio, y a la derecha solo hay fragmentos de julio hasta octubre. Estas representaciones de los meses son cercanas al manuscrito carolingio de Salzburgo.

## Representación de los meses
La palabra «mes» viene del latín metiri, «medir el tiempo»; esta medida se toma en todas las culturas del cómputo lunar. En algunos idiomas la palabra que significa «mes» viene precisamente de la Luna, como por ejemplo en inglés, en turco y en euskera. Algunos meses fueron dedicados por los romanos a determinadas divinidades, fiestas o trabajos: por ejemplo, procede de campo de Marte el nombre de «marzo» (el campo de Marte era donde se reunían los soldados de Roma cada año durante este mes). Esta costumbre se extendió por todas las provincias del Imperio. El rey de Francia Pipino el Breve cambió esta costumbre al mes de mayo por las bajas temperaturas de la Europa Central. En la Edad Media, las alegorías que se encuentran, representan los meses con los eventos naturales que se practicaban durante los mismos, con ligeros cambios según los trabajos y fiestas de diferentes regiones.